# Julie (1956)
Julie (bra Julie) é um filme norte-americano de 1956, doS gêneroS drama, policial e suspense, dirigido e escrito por Andrew L. Stone e estrelado por Doris Day e Louis Jourdan.
Entre os diversos thrillers que Doris Day protagonizou, este é um dos menos lembrados. Segundo Leonard Maltin, o filme "é tenso às vezes, porém frequentemente engraçado sem querer".
A canção Julie, de Leith Stevens e Tom Adair, interpretada pela própria atriz, foi indicada ao Oscar, bem como o roteiro, de autoria do diretor Andrew L. Stone.

## Prêmios e indicações
| Prêmio     | Categoria               | Recipiente                         | Situação |
| ---------- | ----------------------- | ---------------------------------- | -------- |
| Oscar 1957 | Melhor roteiro original | Andrew L. Stone                    | Indicado |
| Oscar 1957 | Melhor canção original  | Leith Stevens, Tom Adair ("Julie") | Indicado |

## Elenco
| Ator/Atriz      | Personagem                        |
| --------------- | --------------------------------- |
| Doris Day       | Julie Benton                      |
| Louis Jourdan   | Lyle Benton                       |
| Barry Sullivan  | Cliff Henderson                   |
| Frank Lovejoy   | Detetive Tenente Pringle          |
| Jack Kelly      | Jack                              |
| Ann Robinson    | Valerie                           |
| Barney Phillips | Doutor no Voo 36                  |
| Jack Kruschen   | Detetive Mace                     |
| John Gallaudet  | Detetive Sargento Cole            |
| Carleton Young  | Profissional na torre de controle |
| Hank Patterson  | Ellis                             |
| Ed Hinton       | Comandante do voo 36              |
| Harlan Warde    | Detetive Pope                     |

## Sinopse
Julie Benton ouve do marido atual, o músico Lyle Benton, que ele matou mesmo seu marido anterior. Logo, ela descobre que Lyle é excessivamente possessivo e busca ajuda com o amigo Cliff Henderson. A polícia deduz que Lyle pode querer apagar Julie e se apressa a protegê-la, mas ela inadvertidamente perde-se na multidão. No final, ela retoma seu emprego de aeromoça, sem se dar conta de que Lyle esta a bordo e planeja matar toda a tripulação.